# Municipio de Harvey (condado de Smith)
El municipio de Harvey (en inglés: Harvey Township) es un municipio ubicado en el condado de Smith en el estado estadounidense de Kansas. En el año 2010 tenía una población de 90 habitantes y una densidad poblacional de 0,97 personas por km².

## Geografía
El municipio de Harvey se encuentra ubicado en las coordenadas 39°41′49″N 98°54′10″O / 39.69694, -98.90278. Según la Oficina del Censo de los Estados Unidos, el municipio tiene una superficie total de 92.76 km², de la cual 92,76 km² corresponden a tierra firme y (0 %) 0 km² es agua.

## Demografía
Según el censo de 2010, había 90 personas residiendo en el municipio de Harvey. La densidad de población era de 0,97 hab./km². De los 90 habitantes, el municipio de Harvey estaba compuesto por el 100 % blancos. Del total de la población el 2,22 % eran hispanos o latinos de cualquier raza.